# Oberhausbergen
Oberhausbergen är en kommun i departementet Bas-Rhin i regionen Grand Est (tidigare regionen Alsace) i nordöstra Frankrike. Kommunen ligger i kantonen Mundolsheim som tillhör arrondissementet Strasbourg-Campagne. År 2022 hade Oberhausbergen 5 652 invånare.

## Befolkningsutveckling
Antalet invånare i kommunen Oberhausbergen
| Referens: INSEE |